# Ludwig Quidde

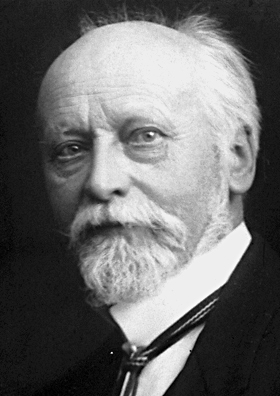
Ludwig Quidde, 1927

Ludwig Quidde (geboren am 23. März 1858 in Bremen; gestorben am 4. März 1941 in Genf) war ein deutscher Historiker, Publizist, Aktivist und Politiker während des Deutschen Kaiserreichs und der Weimarer Republik. Der prominente Vertreter des Linksliberalismus und Pazifismus war ein vehementer Kritiker von Wilhelm II. und erhielt 1927 zusammen mit Ferdinand Buisson den Friedensnobelpreis für seine Leistungen als treibende Kraft in der Friedensbewegung. Für die Ziele und die Organisation des Pazifismus engagierte er sich etwa als langjähriger Vorsitzender der Deutschen Friedensgesellschaft (DFG). Er war Teilnehmer an und Redner bei verschiedenen internationalen Friedenskongressen sowie Organisator des 16. Weltfriedenskongresses 1907 in München.

## Leben
Quidde wurde 1858 als Sohn des wohlhabenden Kaufmanns Ludwig August Quidde und seiner Frau Anna Adelheid Quidde, geborener Cassebohm, geboren. Der spätere Richter und Präsident der Bremer Bürgerschaft Rudolph Quidde (1861–1942) war sein Bruder.

### Ausbildung und wissenschaftliche Karriere

Ludwig Quidde (Dritter von rechts in der ersten stehenden Reihe von vorn) im Kreise seiner Abiturklasse, 1876

Ludwig Quidde besuchte von 1869 bis 1876 das humanistische Alte Gymnasium in Bremen und machte 1876 Abitur. Ab 1877 studierte er Geschichte, Philosophie und Wirtschaftswissenschaften in Straßburg und Göttingen und wurde 1881 mit der Schrift König Sigmund und das Deutsche Reich von 1410 bis 1419 zum Doktor der Philosophie promoviert. Im selben Jahr griff er in den Berliner Antisemitismusstreit ein, in dem er sich mit der zunächst anonymen Streitschrift Die Antisemitenagitation und die Deutsche Studentenschaft gegen den studentischen Antisemitismus wandte. Als Schüler des Mediävisten Julius Weizsäcker wurde Quidde nach der Promotion Mitarbeiter an der Edition der Reichstagsakten (Ältere Reihe), bei der die Reichstagsdokumente des Heiligen Römischen Reiches (deutscher Nation) von 1376 an bearbeitet wurden.
1882 heiratete Quidde die Musikerin und Schriftstellerin Margarethe Jacobson (1858–1940). Sie heirateten kirchlich in der evangelischen Burgkirche in Königsberg. Quiddes Biograf Karl Holl zufolge unterwarf er sich der Konvention und nahm Rücksicht auf die Erwartungen der beiden Familien, stand aber in „Distanz zum Kirchenchristentum, und seine Ehefrau teilte darin seine Ansicht“. Sie sahen sich als Agnostiker. 1890 traten beide aus der Kirche aus.
Nach dem Tod seines Vaters 1885 und der damit verbundenen umfangreichen Erbschaft stellte Quidde seine Habilitationsabsichten zugunsten der Reichstagsakten-Edition zurück und wurde 1887 zum außerordentlichen Mitglied der Historischen Kommission der Bayerischen Akademie der Wissenschaften gewählt, im Herbst 1889 verantwortlicher Redakteur der Edition als Nachfolger Weizsäckers. 1888 begründete er als Herausgeber die Deutsche Zeitschrift für Geschichtswissenschaft (DZG).

Ludwig Quidde mit Ehefrau Margarethe, 1888 in Venedig

Im Herbst 1890 wurde Quidde zum leitenden Sekretär des Preußischen Historischen Instituts nach Rom berufen und zum Professor ernannt. Doch bereits 1892 bat er um seine Entlassung, kehrte nach München zurück und wurde in die Historische Klasse der Bayerischen Akademie der Wissenschaften aufgenommen. Er galt damals als ausgewiesener Experte auf dem Gebiet des spätmittelalterlichen Deutschen Reiches. In München organisierte er mit Hilfe der DZG 1893 auch den Ersten Deutschen Historikertag. Bald darauf offenbarte sich – etwa auf den folgenden Historikertagen 1894 in Leipzig und 1895 in Frankfurt am Main – der Gegensatz seiner politischen Positionen zu vorherrschenden Anschauungen der deutschen Historikerzunft.
In der breiteren Öffentlichkeit wurde Quidde mit einem Schlag bekannt durch die im Frühjahr 1894 veröffentlichte kurze Studie Caligula – Eine Studie über römischen Cäsarenwahnsinn, die mit über 30 Auflagen zu einem der erfolgreichsten Pamphlete der wilhelminischen Ära wurde: Einem aufmerksamen Leser konnte kaum entgehen, dass es sich bei der vorgeblich althistorischen Untersuchung (die auch durchaus bleibenden Eindruck im Fach Alte Geschichte hinterließ) zugleich um eine notdürftig verhüllte Satire auf den damaligen Kaiser Wilhelm II. handelte. Quidde schrieb zwar über den römischen Kaiser Caligula, doch die Bezüge auf Wilhelm II. waren mehr als deutlich. Die erst von der Kreuzzeitung mit dem Vorwurf der Majestätsbeleidigung zum Skandal aufgebauschte Angelegenheit führte zum jähen Abbruch von Quiddes wissenschaftlicher Laufbahn. Seine Ächtung als Historiker durch die deutschen Fachkollegen erzwang auch die Einstellung der DZG mit einem letzten Band für 1894/1895. Juristisch war Quidde wegen des Caligula nichts nachzuweisen; aber bald nach dem Skandal wurde er wegen der Äußerung, es sei eine „Lächerlichkeit und politische Unverschämtheit“, eine Gedenkmedaille auf Kaiser „Wilhelm den Großen“ zu stiften, der Majestätsbeleidigung angeklagt und zu einer dreimonatigen Haftstrafe verurteilt, die er in München-Stadelheim verbüßte.

### Einstieg in Politik und Friedensbewegung
Quiddes geerbtes Vermögen ermöglichte es ihm, sich nun ganz auf Politik und Pazifismus zu konzentrieren. Außerdem engagierte er sich im Kampf gegen die Vivisektion. Im Jahr 1898 gründete er gemeinsam mit seiner Frau Margarethe den „Münchener Verein gegen Vivisektion und sonstige Tierquälerei“. Gemeinsam mit ihr veröffentlichte er auch die Schrift Anleitung zur Verständigung über die Vivisektionsfrage. Zudem nahm Quidde an den internationalen Antivivisektions-Kongressen in Frankfurt am Main (1903), London (1909) und Zürich (1912) teil. Bereits 1893 war er in die 1868 gegründete Deutsche Volkspartei (DtVP) eingetreten, die seiner antimilitaristischen, antipreußischen, demokratischen und pazifistischen Orientierung entsprach. Die DtVP, die ihre Hochburgen vor allem in Süddeutschland hatte, setzte sich als eine der größeren bürgerlich-demokratischen Parteien gegen die Nationalliberale Partei für föderale Strukturen im Deutschen Reich ein, stand in Opposition zur Vorherrschaft Preußens und engagierte sich für eine Stärkung des Reichstages und demokratischere Verhältnisse in Deutschland. Quidde hob sich mit seiner antimonarchischen und republikanischen Haltung auch innerhalb der Partei ab. Er unterstützte die DtVP in ihrer Bereitschaft zur punktuellen Zusammenarbeit mit der damals noch marxistisch ausgerichteten Sozialdemokratie.
Kurz vor seinem Eintritt in die DtVP hatte Quidde die Partei im Reichstagswahlkampf 1893 unterstützt, indem er – zunächst anonym – die Schrift Der Militarismus im heutigen Deutschen Reich. Eine Anklageschrift. Von einem deutschen Historiker veröffentlichte. 1894 trat Quidde der im Dezember 1892 gegründeten Deutschen Friedensgesellschaft (DFG) bei und wurde bald regelmäßiger Teilnehmer der Sitzungen des Rates des Internationalen Friedensbüros.
Von 1894 bis 1900 war er Herausgeber der demokratischen Tageszeitung Münchner Freie Presse, in der er 1898 die sozialkritische Artikelserie Arme Leute in Krankenhäusern veröffentlichte. 1895 wurde Quidde Vorsitzender des bayerischen Landesausschusses der DtVP und erarbeitete ein neues Parteiprogramm, in dem die Parlamentarisierung, eine Justiz- und Heeresreform sowie der Ausbau föderaler Strukturen gefordert wurden. In führender Funktion in der bayerischen DtVP, seit 1902 im Münchener „Kollegium der Gemeindebevollmächtigten“, wurde er 1907 erstmals in den bayerischen Landtag gewählt, wo er bis 1918 Abgeordneter blieb. Inzwischen hatte sich 1910 die Deutsche Volkspartei mit der Freisinnigen Volkspartei und der Freisinnigen Vereinigung zur Fortschrittlichen Volkspartei zusammengeschlossen, woran Quidde nur widerstrebend teilnahm, da er sich durch die Vereinigung an den Rand gedrängt sah.

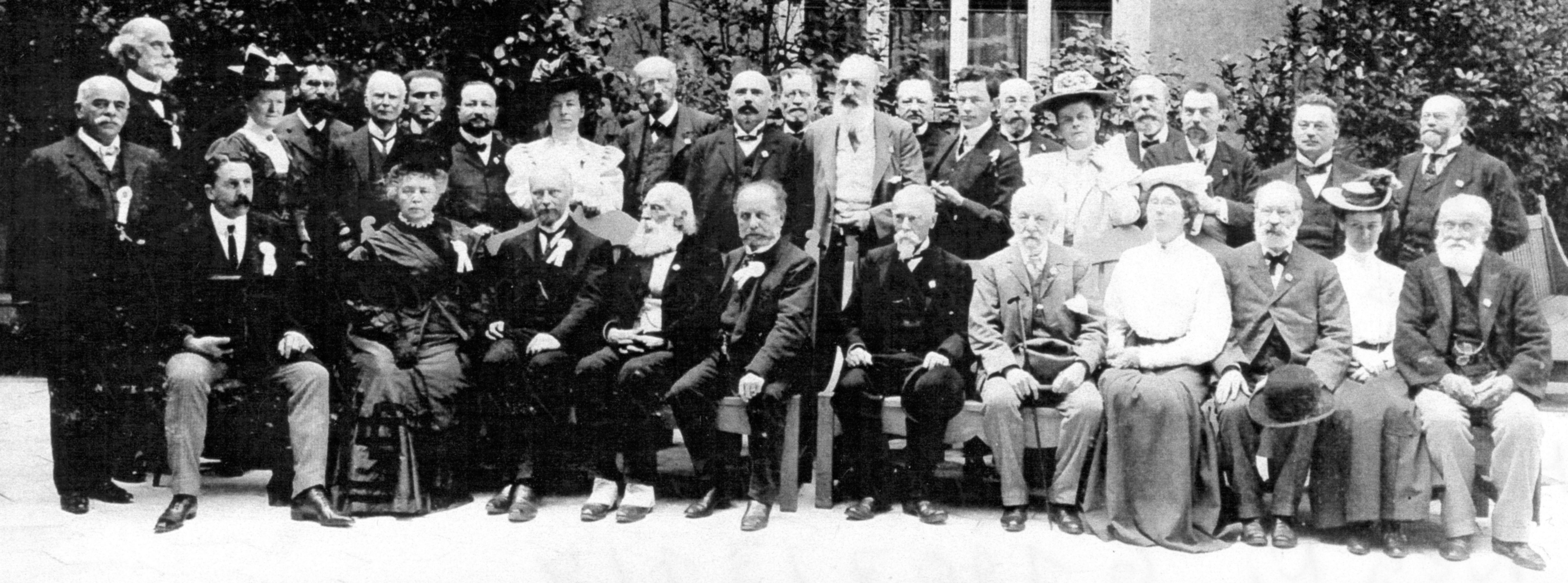
Weltfriedenskongress 1907 in München: Bertha von Suttner (sitzende Reihe, Zweite von links), rechts daneben Ludwig Quidde, hinter ihm seine Frau Margarethe

Ab 1899 leitete Quidde die deutsche Delegation an den Weltfriedenskongressen. Er setzte sich für die deutsche Teilnahme an der Haager Friedenskonferenz 1899 und die Beendigung des Zweiten Burenkrieges (1899–1902) ein.
1907 organisierte er den 16. Weltfriedenskongress in München. 1913 veröffentlichte er einen Entwurf zu einem internationalen Vertrage über Rüstungsstillstand anlässlich des 20. Weltfriedenskongresses in Den Haag. Im Mai 1914, kurz vor Beginn des Ersten Weltkrieges, wurde er zum Vorsitzenden der Deutschen Friedensgesellschaft gewählt und blieb trotz der nie verstummenden Kritik der radikalpazifistischen Kräfte bis 1929 in diesem Amt.
Nach Beginn des Ersten Weltkrieges wurde Quidde als Kriegsgegner in seiner Partei und Landtagsfraktion bald zum Außenseiter. Er hielt sich zwischen Ende 1914 und 1918 trotz des Krieges häufig im neutralen Ausland auf, in den Niederlanden und später vor allem in der Schweiz, um die 1914 abgebrochenen Kontakte mit Pazifisten in anderen kriegführenden Staaten wiederherzustellen. Er wurde aus Berlin ausgewiesen; seine Post wurde beobachtet und zeitweise observiert. Im April 1915 nahm er an einer Tagung des neu gegründeten niederländischen Anti-Oorlog-Raad (Anti-Kriegs-Rat) in Den Haag teil.

### Pazifismus in der Weimarer Republik
Nach dem Ersten Weltkrieg wurde Quidde während der revolutionären Umbruchssituation in Bayern wie auch im gesamten Deutschen Reich (vgl. Münchner Räterepublik und Novemberrevolution) 1918 Vizepräsident des Provisorischen Bayerischen Nationalrates und 1919 Abgeordneter der Deutschen Demokratischen Partei (DDP) in der Weimarer Nationalversammlung. Die DDP war nach dem Krieg aus der Mehrheit der Fortschrittlichen Volkspartei und dem linken Flügel der Nationalliberalen Partei hervorgegangen und 1919/20 zusammen mit der SPD und der Zentrumspartei an der „Weimarer Koalition“, der ersten Regierung der Weimarer Republik, beteiligt.
Ab 1921 war er Vorsitzender der pazifistischen Dachorganisation Deutsches Friedenskartell (bis 1929). Er galt für die linksliberalen Jungdemokraten als Hoffnungsträger, in deren Zeitschrift Echo der Jungen Demokratie er bis 1933 publizierte.
Im Jahr 1924 wurde Quidde aufgrund eines Artikels über die Schwarze Reichswehr wegen Landesverrats angeklagt und kurzzeitig inhaftiert, aber unter anderem wegen außenpolitischer Bedenken des Außenministers Gustav Stresemann bald wieder auf freien Fuß gesetzt. 1927 erhielt er den Friedensnobelpreis gemeinsam mit dem französischen Pazifisten Ferdinand Buisson, dem Mitgründer der Französischen Liga für Menschenrechte. Das Preisgeld war für Quidde, der durch die Inflation verarmt war, eine wichtige Unterstützung.
Ende der 1920er Jahre gewannen innerhalb der Deutschen Friedensgesellschaft die radikalpazifistischen Forderungen nach Ächtung aller Kriege, allgemeiner Kriegsdienstverweigerung und sozialer Revolution an Gewicht. Sie standen in Opposition zu Quidde, der nationale Verteidigungskriege, Demokratie und ein bürgerliches Wertesystem verteidigte. 1929 trat Quidde gemeinsam mit zehn weiteren Vertretern des gemäßigten Flügels auf Betreiben des radikalen Flügels um Fritz Küster aus dem Vorstand der Deutschen Friedensgesellschaft zurück, 1930 folgte der Austritt aus der DFG.
Die DDP löste sich im November 1930 nach dem Eingehen eines Wahlbündnisses mit dem antisemitischen und rückwärtsgewandten Jungdeutschen Orden formal auf und gründete sich als Deutsche Staatspartei (DStP) neu. Bereits zuvor hatte sich abgezeichnet, dass sich der bürgerliche Liberalismus in Richtung des zunehmenden Nationalismus bewegte. Quidde konnte diese Entwicklung nicht mehr mittragen. Vor allem deswegen wandte er sich zusammen mit anderen linksliberalen Mitgliedern von der Partei ab.
Quidde wurde Vorsitzender der Vereinigung Unabhängiger Demokraten und zusammen mit den ehemaligen DDP-Mitgliedern und Pazifisten Hellmut von Gerlach und Paul Freiherr von Schoenaich Gründungsmitglied der Radikaldemokratischen Partei (RDP), die aber in den letzten Jahren der Weimarer Republik nicht über die Bedeutung einer Splitterpartei hinauskam. Den ihm angetragenen Parteivorsitz lehnte er ab, weil er den Zeitpunkt für die Gründung einer neuen Partei „nicht für gekommen hielt“.

### Exil
Nach der Ernennung Hitlers zum Reichskanzler Ende Januar 1933 und damit dem Beginn der NS-Diktatur in Deutschland emigrierte Quidde im März 1933 in die Schweiz, wo er in den folgenden Jahren bis zu seinem Tod unter schwierigen Verhältnissen in Genf lebte. Infolge der Flucht hatte er den Ertrag aus seinem Nobelpreis verloren. Die „wirtschaftliche Existenz [Quiddes beruhte] so gut wie ausschließlich“ auf einem von 1934 bis 1940 jährlich erneuerten Stipendium des Nobelkomitees des Storting in Oslo, für das er als Gegenleistung „eine Darstellung der Geschichte des deutschen Pazifismus im Ersten Weltkrieg“ verfassen sollte. Die „relative Geringfügigkeit“ des Stipendiums zwang Quidde, neben seltenen Beiträgen für Schweizer Zeitungen auch Korrektur- und sogar Gartenarbeiten zu übernehmen. Durch das Schweizer Fremdenrecht an regelmäßiger Erwerbstätigkeit gehindert, war er zudem auf die Großzügigkeit anderer Pazifisten angewiesen. Als er 1938 das achtzigste Lebensjahr vollendete und eine von Hans Wehberg angeregte Sammlung rund 5400 Schweizer Franken aus Spenden von etwa 100 Personen erbrachte, wollte Quidde mit dem Geld zuerst seine Schulden begleichen.
In sein Schweizer Exil folgten Quidde bis 1938 seine langjährige außereheliche Lebensgefährtin Charlotte Kleinschmidt, mit der er bis zu seinem Tod zusammen wohnte, und ihre gemeinsame Tochter gleichen Namens, die 1934 ihre Schulausbildung in Chambéry abgeschlossen hatte. In dieser Zeit hielt er sich mit politischen Aussagen zurück, um seine in Deutschland zurückgebliebene Ehefrau nicht in Gefahr zu bringen, sie blieb in München, um ihre kranke Schwester pflegen zu können. Als Halbjüdin stigmatisiert und verfolgt, war sie durch die Mischehe mit ihrem arischen, aber ebenfalls verfolgten Mann geschützt.
Quidde versuchte auch von der Schweiz aus, deutsche Pazifisten im Exil zu unterstützen: 1935 gründete er zu diesem Zweck das Comité de secours aux pacifistes exilés (Komitee zur Unterstützung exilierter Pazifisten), für das er auch einen weiteren Teil der genannten Spenden einsetzte.
Nachdem Quidde 1938 aus der Münchener Historischen Kommission und der Leitung der Reichstagsakten-Edition ausgeschlossen worden war, wurde er 1940 von den nationalsozialistischen Machthabern in Deutschland offiziell ausgebürgert. Der Anlass des Ausbürgerungsverfahrens war ein Brief Quiddes, in dem er über den so genannten Anschluss Österreichs folgendes geschrieben hatte:

„Es ist ein gewaltiger Unterschied, ob anständige Leute mit den Mitteln schärfster Propaganda ein Land in eine Gemeinschaft der Freiheit und des Rechts überführen wollen oder ob eine Bande von Verbrechern, Mördern, Räubern, Brandstiftern und (was vielleicht schlimmer als alles ist) bestialischen Folterknechten, dazu Lügnern und Heuchlern mit schamlosem Rechtsbruch dieses Land einem Zustand brutalster Unterdrückung jeder Freiheit einzugliedern unternehmen.“

Quidde, der nach einem Aufenthalt im Genfer Kantonshospital geschwächt war, starb 1941 im Alter von nahezu 83 Jahren an einer Lungenentzündung. Seine Asche wurde auf dem Friedhof von Le Petit-Saconnex beigesetzt; auf dem Genfer Cimetière des Rois existiert seit 2003 ein Grabmal für Ludwig Quidde.
Seit 1974 existiert in Deutschland ein nach ihm benanntes linksliberales Bildungswerk, das Ludwig-Quidde-Forum in Bochum. Vor einigen Jahren errichtete der Jurist Torsten Quidde die Ludwig Quidde-Stiftung, welche seit 2007 innerhalb der Deutschen Stiftung Friedensforschung in Osnabrück tätig ist und seit 2012 den Ludwig Quidde-Preis für friedenswissenschaftliche Forschung vergibt.

### Ehrungen
Im Berliner Bezirk Pankow, im Ortsteil Französisch Buchholz ist die Ludwig-Quidde-Straße nach ihm benannt. Eine Ludwig-Quidde-Straße gibt es zudem in Frankfurt am Main im Stadtteil Nieder-Eschbach. Ebenso gibt es im Münchener Stadtteil Neuperlach eine Quiddestraße, an der der nach der Straße benannte U-Bahnhof Quiddestraße liegt. Darüber hinaus sind Straßen unter anderem in Backnang, Bremen, Dortmund, Oelde und Osnabrück sowie ein Platz in Köln  und Wege in Delmenhorst und Weende nach ihm benannt.

## Schriften (Auswahl)
- König Sigmund und das Deutsche Reich von 1410 bis 1419. 1. Die Wahl Sigmunds. Dissertation, Göttingen 1881.
- Die Entstehung des Kurfürstencollegiums: Eine verfassungsgeschichtliche Untersuchung. 1884 (Digitalisat).
- Studien zur Geschichte des Rheinischen Landfriedensbundes von 1259. 1885 (Digitalisat).
- Der Militarismus im heutigen Deutschen Reich. Eine Anklageschrift. Von einem deutschen Historiker. 1893.
- Caligula. Eine Studie über römischen Cäsarenwahnsinn. 1894 (Digitalisat), Neuauflage 2017, ISBN 978-3-7437-1896-8.
- Die bayerische Steuerreform. 1909.
- Entwurf zu einem internationalen Vertrage über Rüstungsstillstand. 1913.
- Völkerbund und Demokratie. 1922.
- Der erste Schritt zur Weltabrüstung. 1927.
- Histoire de la paix publique en Allemagne au moyen age. 1929.
- Der deutsche Pazifismus während des Weltkrieges 1914–1918 (entstanden 1934–1940, aus dem Nachlass herausgegeben von Karl Holl unter Mitwirkung von Helmut Donat, Boppard am Rhein 1979).
- Deutschlands Rückfall in Barbarei. Texte des Exils 1933–1941. Hrsg. von Karl Holl. Donat Verlag, Bremen 2009, ISBN 978-3-938275-53-5 (darin enthalten: Deutschlands Rückfall in die Barbarei. 1933; Die Kehrseite des Friedens. 1938; Das andere Deutschland. 1941).